# Andrea Tafi
Andrea Tafi (født 7. maj 1966 i Fucecchio) er en italiensk tidligere professionel landevejscykelrytter. Han var ekspert i klassikerne og især på brosten. I 1999 vandt han Paris-Roubaix, og i 2002 Flandern Rundt. I 1996 vandt han Lombardiet Rundt og vandt dermed tre af de fem monumenter.